# Eriopygodes immaculata
Eriopygodes immaculata là một loài bướm đêm trong họ Noctuidae.